# Іванчук Мирослав Васильович
Ми́рослав Ва́сильович І́ванчук (нар. 14 березня 1951, с. Корнич Коломийський район Івано-Франківська область) — український учений-юрист, організатор юридичної освіти. Кандидат юридичних наук, доцент. Почесний Академік Академії наук Вищої школи України.

## Біографія
Народився 14 березня 1951 року в с. Корнич на Івано-Франківщині.
У 1978 році закінчив з відзнакою судово-прокурорський факультет Національної юридичної академії ім. Я. Мудрого. Ученою радою академії був рекомендований в аспірантуру на кафедру цивільного права. Науковим керівником був ректор Харківського юридичного інституту ім. Ф. Е. Дзержинського, доктор юридичних наук, професор, член-кореспондент Академії наук Української РСР В. П. Маслов. У 1981 році закінчив навчання в аспірантурі, а в жовтні наступного року успішно захистив кандидатську дисертацію. У 1978—1994 роках аспірант, асистент, викладач, доцент кафедри цивільного права Національної юридичної академії ім. Я. Мудрого. У 1994 році працював доцентом, брав активну участь у створенні кафедри цивільного права юридичного факультету Прикарпатського національного університету ім. В. Стефаника та був її першим завідувачем. Упродовж 1997—1998 років обіймав посаду проректора з наукової роботи Приватного вищого навчального закладу «Івано-Франківський інститут права, економіки та будівництва». У 1998 році, на запрошення ректора Тернопільської академії народного господарства академіка О. А. Устенка, брав активну участь у створенні юридичного факультету. Заснував та очолював вісім років кафедру цивільного та трудового права, а також обіймав посади заступника директора та в. о. директора юридичного інституту.
У 2007—2008 роках — заступник начальника юридичного департаменту НАК «Украгролізинг» при Кабінеті Міністрів України. Нині перший заступник Голови комітету України по боротьбі з корупцією в органах державної влади, правоохоронних органах, прокуратури та судах. За сумісництвом — професор кафедри цивільного права Івано-Франківського університету права імені Короля Данила Галицького.
З 2000 року Мирослав Васильович Іванчук бере активну участь у становленні та розвитку Українського козацтва, враховуючи його значне історичне значення та заслуги в утвердженні української державності й суттєвий внесок у сучасний процес державотворення. У 2004 році йому присвоїли чергове офіцерське звання, а у 2008 році призначили заступником командуючого Всеукраїнського козацького війська.
Напрями наукової діяльності: житлове право, медичне право, проблеми цивільного права, актуальні проблеми боротьби з корупцією тощо.
Автор багатьох наукових та науково-методичних праць.